# Рашер, Зигмунд
Зи́гмунд Ра́шер (нем. Sigmund Rascher; 12 февраля 1909 — 26 апреля 1945) — немецкий медик, сотрудник Аненербе, врач в концентрационном лагере Дахау, гауптштурмфюрер СС. Рашер получил известность в послевоенное время, особенно в средствах массовой информации США как прототип врача-преступника нацистской медицины. Планировал и организовал в концентрационном лагере Дахау ряд медицинских экспериментов над людьми, которые на Нюрнбергском процессе над нацистскими врачами были признаны бесчеловечными и преступными.

## Ранние годы
Родился в Мюнхене, был третьим ребёнком в семье врача Ханса-Августа Рашера.
В 1930 или 1931 году (данные двух дошедших до наших дней рукописных биографий разнятся) окончил школу в южногерманском городе Констанце. С 1933 года изучал медицину во Фрайбурге, где вступил в НСДАП. По разным версиям, это произошло 1 марта или 1 мая 1933 года. Сдав традиционный для немецкого медицинского образования экзамен после пятого семестра, после сдачи которого студент имеет право заниматься некоторыми видами медицинской деятельности, Рашер уезжает к отцу в Базель, где продолжает изучать медицину и работает по специальности. В 1934 году в Швейцарии он проходит трёхмесячную практику; в октябре того же года для продолжения обучения возвращается в Мюнхен. В этом городе в 1936 году сдаёт государственный медицинский экзамен и защищает кандидатскую диссертацию. В мае 1936 года вступает в СА.
В Мюнхене с 1936 по 1938 год Рашер работает вместе с профессором Трамппом над проблемами диагностики рака. Получил стипендию «Общества взаимопомощи немецкой науки». Одновременно до 1939 года бесплатно работал ассистентом в хирургическом отделении больницы Мюнхенского университета. В январе 1939 года Рашер переходит из СА, где он к тому времени достиг звания «роттенфюрер» (старший ефрейтор), в СС.
Спутницей жизни Зигмунда Рашера в тот период была Каролина Диль, бывшая певица, вдова театрального режиссёра Оскара Диля. Каролина Диль была знакома с рейхсфюрером СС Генрихом Гиммлером (во время борьбы НСДАП за власть она предоставляла ему убежище) и сохранила с ним хорошие личные отношения. По её просьбе 23 апреля 1939 года состоялась первая встреча Гиммлера и Рашера. Вскоре после этого тридцатилетний Зигмунд Рашер возглавил научные исследования по теме «Ранний диагноз заболеваний раком».
Каролина Диль была старше Зигмунда Рашера на шестнадцать лет, и от их связи трудно было ожидать многочисленного потомства, что не соответствовало официальной политике Третьего рейха в области повышения рождаемости. Поэтому Гиммлер (а одобрение бракосочетания рейхсфюрером СС было обязательным для всех членов СС) не давал разрешения на заключение официального брака между Диль и Рашером. Однако, после того как Каролина Рашер в 1940 году родила второго ребёнка (первый был рождён годом ранее), пара всё-таки получила разрешение Гиммлера сыграть свадьбу. Рейхсфюрер СС благоволил растущей семье Рашеров: после рождения второго ребёнка они стали ежемесячно получать пособие в размере 165 рейхсмарок, кроме того, Гиммлер регулярно присылал им пакеты с фруктами, шоколадом и другими дефицитными в воюющей Германии продуктами. Каролина Диль, которая после свадьбы взяла фамилию мужа, в знак благодарности подарила Гиммлеру фотографию своей семьи. Этот снимок так понравился рейхсфюреру СС, что он даже приказал использовать его в качестве титульного листа для одного из учебных пособий СС.
В ходе своей работы в СС Рашер отправил в концлагерь собственного отца.

## Учёная деятельность в СС

### Исследования рака
1 мая 1939 года Зигмунд Рашер был принят в «Аненербе». В тот же день он представляет Гиммлеру меморандум, в котором предлагает исследовать пять вопросов из области заболевания раком. Наряду с вопросами, которые были продолжением его мюнхенской работы, он должен был выяснить связь между использованием удобрений и возникновением рака у коров. Кроме того, Рашер, экспериментируя над белыми мышами, пытался выяснить возможности рака как инфекционного средства борьбы с грызунами. Также (по приказу Гиммлера) Рашер вёл долгосрочные наблюдения за составом крови у «бессрочно арестованных» с тем, чтобы исследовать их заболевания с момента возникновения. Полученные таким способом научные данные оказались ценным вкладом в развитии диагностики заболевания на ранней стадии. Однако, такая практика противоречила существующим на тот момент официальным правилам: длительность предварительного заключения не устанавливалась, но каждые три месяца должен был рассматриваться вопрос о продлении заключения под стражу, поэтому «бессрочно арестованных» официально не существовало.
Исследования крови с целью изучения рака Рашер проводил в собственной квартире, которую он превратил в лабораторию. В этой квартире он проживал вместе со своей сожительницей Каролиной Диль и её подругой Юлией Мушлер, которая выполняла обязанности экономки и ассистента в лаборатории. С 13 мая 1939 года Гиммлер издал письменное распоряжение о возмещении части затрат Рашера на исследования из средств «Аненербе».
В августе 1939 года, несмотря на принадлежность к СС, Рашер был призван в Люфтваффе и отправлен в школу зенитной артиллерии в Шонгау в качестве штабного врача резерва.

### Работа в Дахау
Во время службы в люфтваффе был направлен на работу в концлагерь Дахау. Во время работы там в его обязанности входило исследование воздействия быстро меняющейся нагрузки на организм человека. В ходе научных экспериментов заключённых помещали в барокамеры, в которых понижалось давление до уровня, соответствующего тому, что существует на больших высотах (до 21 км над уровнем моря). Рашер контролировал процесс снижения давления лично. Во время экспериментов заключенные умирали либо на всю жизнь становились инвалидами. Как правило, в ходе одного эксперимента они использовали около двухсот человек, семьдесят — восемьдесят из которых умирали на месте.
Рашер также проводил эксперименты изучения воздействия низких температур (гипотермии) на человека, в течение которого заключённых погружали в ледяную воду или держали обнажёнными на снегу. После этого испытывалось, как на них действует горячая вода, «арийский травяной чай» или тепло человеческого тела.

## Гибель
В марте 1944 года жена Рашера была задержана мюнхенской полицией при попытке похитить на вокзале младенца. Кроме того, выяснилось, что она имитировала четвёртую беременность. Гиммлер поручил двум другим врачам СС — Эрнсту Гравицу и Грегору Эбнеру — оценить, возможно ли, чтобы женщина в возрасте 49—50 лет смогла бы родить ещё раз. Вскоре Гиммлеру стало известно, что жена Рашера, якобы сумевшая в 48 лет родить здорового ребенка, а затем ещё двух, бессовестно обманывала немецкую медицину, а доктор Рашер ей в этом всячески помогал, доказывая на всех специализированных семинарах и конференциях, что он стоит на пороге колоссального открытия в области гинекологии. Бесплодные арийские женщины и нацистская партия ждали от Рашера переворота в научных представлениях о деторождении. Переворота не случилось: от жены коменданта концлагеря Бухенвальд Ильзе Кох, допрошенной с пристрастием, Гиммлер узнал, что Рашер брал родившихся в лагере младенцев и выдавал их за собственных детей.
За «обман доверия партии и германского народа» Зигмунд Рашер был брошен в специальный бункер концлагеря Бухенвальд, куда помещались особо опасные и важные преступники. Жену доктора отправили в  концентрационный лагерь Равенсбрюк, где после неудавшейся попытки побега она была повешена. В конце войны Рашер был переведён в Дахау, где 26 апреля 1945 года, за день до освобождения лагеря, он был поспешно казнён выстрелом в затылок .

## Сочинения
- Nachprüfung der E. Pfeiffer’schen Angaben über die Möglichkeit einer kristallographischen Diagnostik; Versuch einer Hormonoskopie und Schwangerschaftsdiagnose. München : J. F. Lehmanns Verl., 1936.